# Bulbostylis schaffneri
Bulbostylis schaffneri är en halvgräsart som först beskrevs av Johann Otto Boeckeler, och fick sitt nu gällande namn av Charles Baron Clarke. Bulbostylis schaffneri ingår i släktet Bulbostylis och familjen halvgräs. Inga underarter finns listade i Catalogue of Life.